# Лефкоша (район)
Лефко́ша (тур. Lefkoşa İlçesi) — один из пяти районов частично признанной Турецкой Республики Северного Кипра. Согласно административно-территориальному делению Республики Кипр территория Лефкоши является частью территории района Никосия Республики Кипр.

## Описание
Район Лефкоша располагается в центральной части Кипра, административный центр — город Лефкоша. Район включает в себя северную часть города и прилегающие муниципалитеты. В пределах района располагается имеющий важное значение аэропорт Эрджан.